# Smoleanka, Kulîkivka
Smoleanka (în ucraineană Смолянка) este localitatea de reședință a comunei Smoleanka din raionul Kulîkivka, regiunea Cernihiv, Ucraina.

## Demografie
Componența lingvistică a localității Smoleanka
     Ucraineană (99,18%)
     Alte limbi (0,67%)
Conform recensământului din 2001, majoritatea populației localității Smoleanka era vorbitoare de ucraineană (99,18%), existând în minoritate și vorbitori de alte limbi.